# Zhejiangosaurus

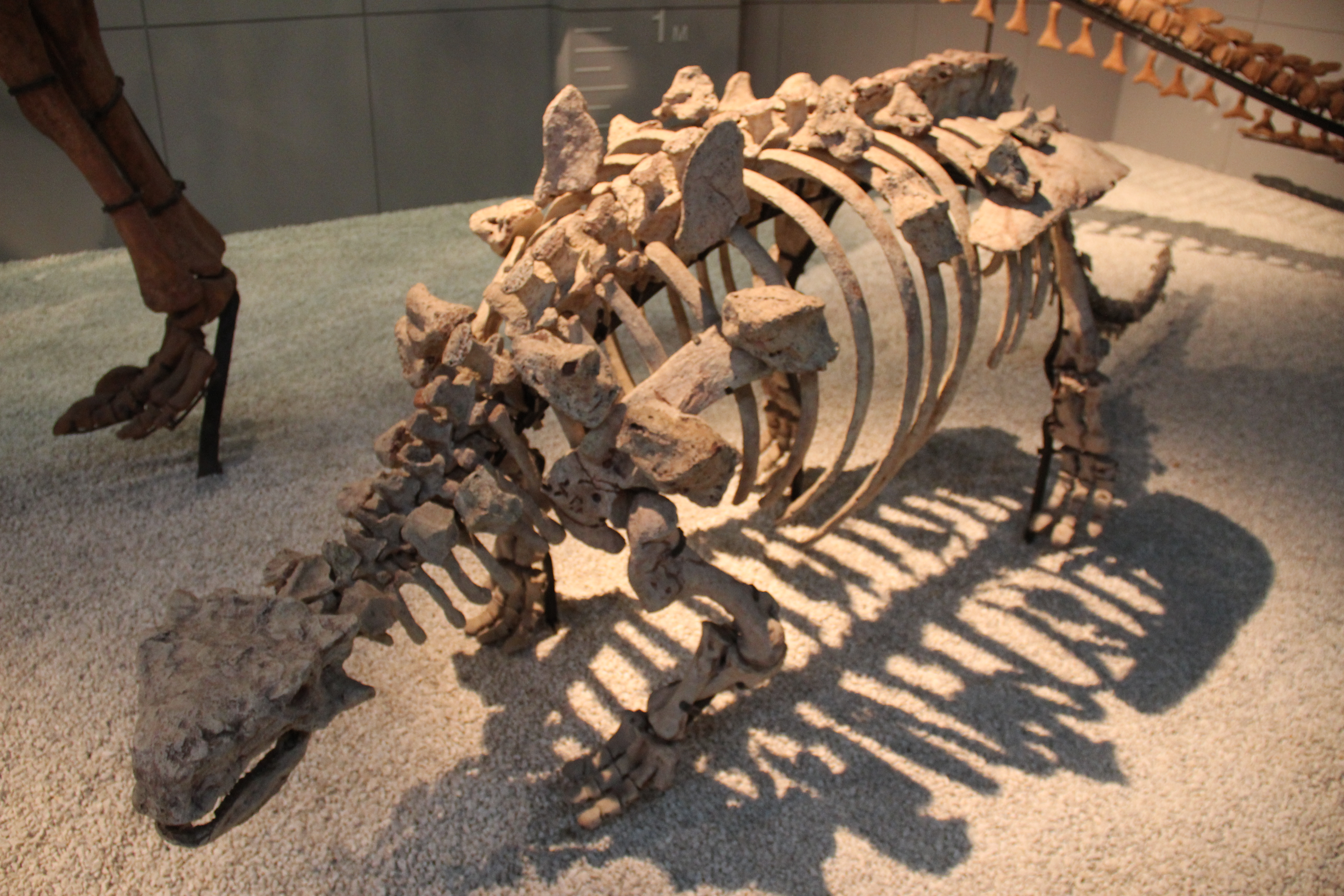
Een skeletmodel

Zhejiangosaurus lishuiensis is een plantenetende ornithischische dinosauriër, behorend tot de groep van de Nodosauridae, die tijdens het Late Krijt (Cenomanien, 94 miljoen jaar geleden) leefde in het huidige China.

## Vondst en naamgeving
In 2000 vond Jin Xingsheng in Liancheng de resten van een ankylosauriër.
De soort is in 2007 benoemd en beschreven door Lü Junchang, Jin Xingsheng, Sheng Yiming en Li Yihong. De geslachtsnaam verwijst naar de provincie Zhejiang; de soortaanduiding naar de stad Lishui. De vondst aldaar, holotype ZNHM M8718 uit de Chaochuanformatie, bestaat uit een synsacrum van acht wervels, een reeks van veertien staartwervels, de rechterkant van het bekken, een linkerdarmbeen en de volledige achterpoten. 

## Beschrijving
Het exemplaar was volgroeid en had volgens de beschrijvers bij leven een lengte van zo'n zes meter en een heuphoogte van een meter. In 2010 schatte Gregory S. Paul echter de lengte op vierenhalve meter en het gewicht op 1,4 ton. Het dijbeen is 525 millimeter lang, het scheenbeen vierentwintig centimeter.
Onderscheidende kenmerken zijn: het heiligbeen bestaat uit drie sacrale wervels; vijf lendenwervels vormen een daaraan vergroeide sacral rod; de voorbladen van de darmbeenderen zijn lang en slank en staan wijd uiteen; de vierde trochanter bevindt zich op het midden van de achterkant van het dijbeen; de sacrale ribben staan schuin zijwaarts, omhoog en iets naar achteren gericht. Het kuitbeen is slanker dan het scheenbeen; het scheenbeen heeft 46% van de lengte van het dijbeen.
Victoria Megan Arbour wees er in 2014 op dat deze kenmerken met een groot aantal, of soms zelfs alle, Ankylosauria gedeeld worden en dus onbruikbaar zijn om de soort te onderscheiden. Unieke afgeleide eigenschappen, autapomorfieën, waren volgens haar ook niet in de rest van de beschrijving uit 2007 te vinden. Haar eigen analyse van het skelet leverde die al evenmin op. Wel vielen haar twee zeldzame eigenschappen op. De doornuitsteeksels van de wervels van het synsacrum zijn in zijaanzicht bovenaan in de vorm van een omgekeerde druppel extreem verbreed, zo sterk dat de oorspronkelijke beschrijvers ten onrechte dachten dat er osteodermen aan vastgegroeid waren. Dit kan echter het gevolg zijn van individuele variatie zoals de Amerikaanse specimina ROM 1930 en TMP 1982.9.3 in mindere mate laten zien. Aan de zijkanten van de staartwervels bevinden zich opvallende lengterichels. Die kunnen echter veroorzaakt zijn door samendrukking van het fossiel. Nu zekere autapomorfieën ontbraken, concludeerde Arbour dat Zhejiangosaurus een nomen dubium was. Daarnaast achtte zij het mogelijk dat de soort een ouder synoniem was van Dongyangopelta.
De voet heeft drie dragende tenen, een typisch ankylosauride kenmerk.

## Fylogenie
Zhejiangosaurus werd in 2007 ondergebracht bij de Nodosauridae, en was als zodanig een gepantserde planteneter. Het zou dan in 2007 de enige zekere nodosauride zijn die uit Azië bekend is. Volgens Arbour echter ontbreken synapomorfieën, gedeelde afgeleide kenmerken, van de Nodosauridae en zij classificeerde de soort als Ankylosauria incertae sedis. In een kladistische analyse die Arbour uitvoerde, viel Zhejiangosaurus uit als een lid van de Ankylosauridae. Dongyangopelta, Sauroplites en Taohelong waren volgens Arbour wel echte Aziatische nodosauriden.